# Coupe du Kazakhstan de football 2002
Navigation
Édition précédente Édition suivante
La Coupe du Kazakhstan 2002 est la 11e édition de la Coupe du Kazakhstan depuis l'indépendance du pays. Elle prend place du 1er mars au 17 novembre 2002.
Dix-neuf équipes prennent part à cette édition. Cela inclut les douze participants à la première division 2002 à qui s'ajoutent sept clubs de la deuxième division.
La compétition est remportée par le Jenis Astana qui l'emporte face à l'Irtych Pavlodar à l'issue de la finale et gagne sa deuxième coupe nationale. Ce succès permet au club de se qualifier pour le premier tour de qualification de la Coupe UEFA 2003-2004.

## Tour préliminaire
Le tour préliminaire concerne uniquement les équipes de la deuxième division, à l'exception du CSKA-Jiger Almaty qui se qualifie directement pour le tour suivant. Les matchs aller sont joués le 1er mars 2002 et les matchs retour le 9 mars suivant.
| Club                             | Score | Club                       | Aller | Retour        |
| -------------------------------- | ----- | -------------------------- | ----- | ------------- |
| Batys Oural (D2)                 | 3 - 2 | (D2) FK Taraz              | 0 - 0 | 3 - 2         |
| Dostyk Chimkent (D2)             | 1 - 2 | (D2) Jetyssou Taldykourgan | 1 - 2 | 0 - 0         |
| Ekibastouzets-NK Ekibastouz (D2) | 2 - 5 | (D2) Kaspiy Aqtaw          | 2 - 2 | 0 - 3 Forfait |

## Huitièmes de finale
Les matchs aller sont joués le 15 juin 2002 et les matchs retour le 28 juin suivant.
| Club                         | Score | Club                       | Aller | Retour   |
| ---------------------------- | ----- | -------------------------- | ----- | -------- |
| Ielimaï Semeï (D1)           | 0 - 3 | (D1) Aktobe-Lento          | 0 - 2 | 0 - 1    |
| Batys Oural (D2)             | 3 - 4 | (D1) Kaysar Kyzylorda      | 2 - 1 | 1 - 3 ap |
| Iesil Kökşetaw (D1)          | 0 - 3 | (D2) Jetyssou Taldykourgan | 0 - 0 | 0 - 3    |
| Irtych Pavlodar (D1)         | 6 - 1 | (D1) Vostok-Altyn Öskemen  | 4 - 0 | 2 - 1    |
| Tobol Kostanaï (D1)          | 0 - 3 | (D1) Kaïrat Almaty         | 0 - 1 | 0 - 2    |
| Jenis Astana (D1)            | 4 - 3 | (D1) FK Atyraou            | 4 - 1 | 0 - 2    |
| Kaspiy Aqtaw (D2)            | 6 - 1 | (D2) CSKA-Jiger Almaty     | 4 - 0 | 2 - 0    |
| Iesil-Bogatyr Petropavl (D1) | 2 - 5 | (D1) Chakhtior Karagandy   | 0 - 1 | 2 - 4    |

## Quarts de finale
Les matchs aller sont joués le 27 octobre 2002 et les matchs retour le 4 novembre suivant.
| Club                 | Score  | Club                       | Aller         | Retour |
| -------------------- | ------ | -------------------------- | ------------- | ------ |
| Irtych Pavlodar (D1) | 6 - 1  | (D2) Jetyssou Taldykourgan | 3 - 0 Forfait | 3 - 1  |
| Aktobe-Lento (D1)    | 1 - 1E | (D1) Kaïrat Almaty         | 1 - 1         | 0 - 0  |
| Jenis Astana (D1)    | 2 - 0  | (D1) Kaysar Kyzylorda      | 2 - 0         | 0 - 0  |
| Kaspiy Aqtaw (D2)    | 0 - 11 | (D1) Chakhtior Karagandy   | 0 - 6         | 0 - 5  |

1. ↑  Le match aller de la confrontation entre l'Irtych Pavlodar et le Jetyssou Taldykourgan s'achève initialement sur un succès 1-0 de l'Irtych. Ce résultat est par la suite changé en victoire technique 3-0, le Jetyssou ayant aligné à cette occasion un joueur inéligible, Alisher Tukhtaev (en).

## Demi-finales
Les matchs aller sont joués le 8 novembre 2002 et les matchs retour le 12 novembre suivant.
| Club                     | Score | Club                 | Aller | Retour |
| ------------------------ | ----- | -------------------- | ----- | ------ |
| Kaïrat Almaty (D1)       | 1 - 2 | (D1) Irtych Pavlodar | 1 - 0 | 0 - 2  |
| Chakhtior Karagandy (D1) | 2 - 3 | (D1) Jenis Astana    | 0 - 0 | 2 - 3  |

## Finale
La finale de cette édition oppose le Jenis Astana à l'Irtych Pavlodar. Le Jenis dispute à cette occasion sa troisième finale, ayant déjà pris part à celles des deux dernière éditions pour un succès lors de la saison 2000-2001 et une défaite lors de l'exercice précédent. L'Irtych atteint lui aussi sa troisième finale, s'étant imposé lors de l'édition 1998 avant de s'incliner en 2000-2001 contre le Jenis.
La rencontre est disputée le 17 novembre 2002 au stade central d'Almaty. Le seul but du match est inscrit à l'heure de jeu par Arsen Tlekhugov qui donne la victoire au Jenis et permet au club de décrocher son deuxième titre dans la compétition. La fin de match est par ailleurs marquée par les exclusions de Goran Dragičević côté Jenis et de Didarklych Urazov côté Irtych.
| Entraîneur :          |
| Igor Svetchnikov (ru) |

| Entraîneur :     |
| Dmitri Ogaï (en) |

| Entraîneur :          |
| Igor Svetchnikov (ru) |

| Entraîneur :     |
| Dmitri Ogaï (en) |